# De Castellane
De Castellane is een champagnehuis dat in 1895 werd gesticht en in Épernay is gevestigd in de buurt van de beroemde “Avenue de Champagne”. Het bedrijf is sinds 1999 volledig onderdeel van Laurent-Perrier. De cuvée de prestige is De Castellane Commodore, een vintage of millésime. 
Het merk staat bekend om zijn iconische rode Kruis van Sint-Andreas en zijn Art Nouveau-toren, die deel uitmaakt van het industrieel erfgoed van de streek sinds 1990.

## Geschiedenis

Champagne Vicomte de Castellane. Advertentie door Leonetto Cappiello (1922)

Het huis werd in 1895 opgericht, volgens het principe van négociant distributeur (ND op het etiket), door burggraaf Florens de Castellane (1865-1931) een bekende societyfiguur in het Parijs van het fin de siècle. De familie de Castellane is een oude Provencaalse familie die afstamt van de graven van Provence en de graven van Arles.

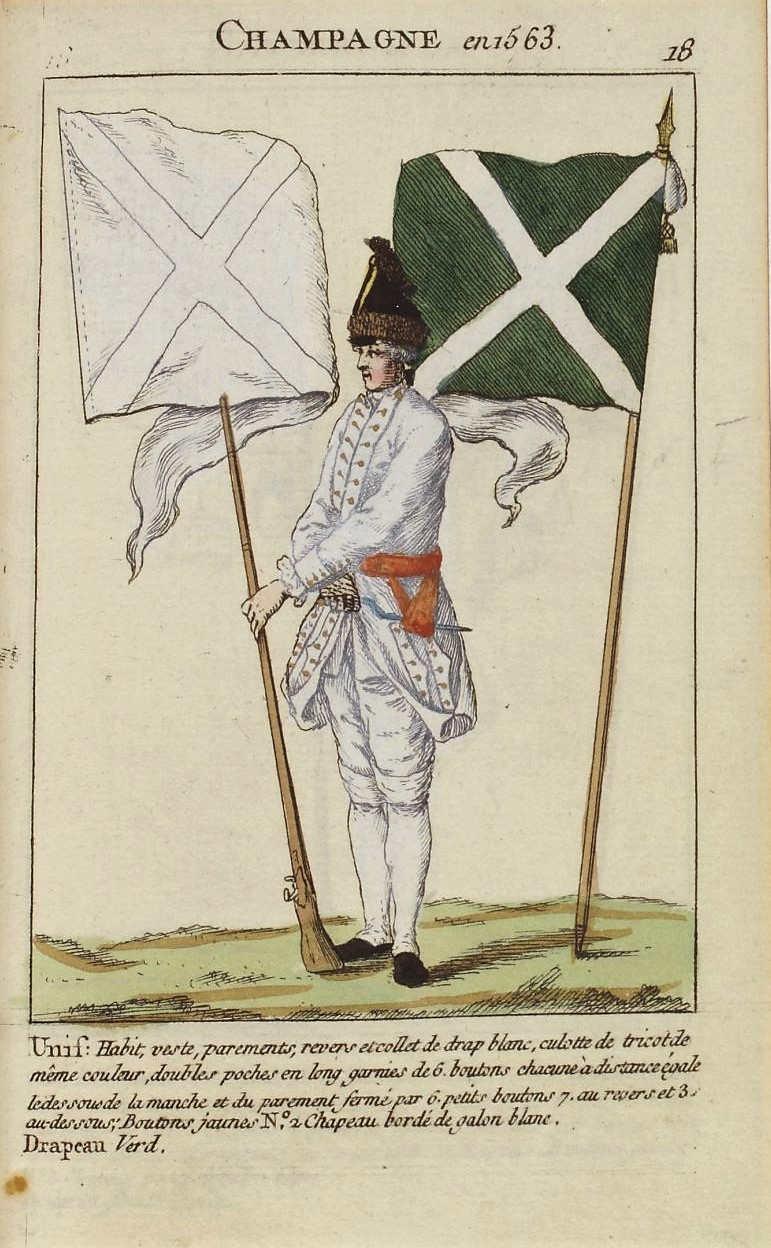
Uniform en vaandel van het Champagneregiment

De champagne werd geproduceerd door de Union Champenoise omdat de burggraaf geen eigen productiemiddelen had.   
Als teken van herkenning versierde hij zijn etiketten met het beroemde Kruis van Sint-Andreas in rood op een witte achtergrond. Dit kruis is een eerbetoon aan de vaandel van het oudste Régiment de Champagne.  Het Champagneregiment is een Frans regiment van het Ancien Régime dat in 1558 werd opgericht onder de naam Champagne Legioen.  
Boni de Castellane (1867-1932), een neef van de burggraaf, nam de marketing van het merk in Parijs op zich en maakte er al snel de champagne van het mondaine publiek van Parijs (het zogenaamde "Tout-Paris") van tijdens de Belle époque.
In 1922 vroeg Maison de Castellane aan de beroemde Italiaanse schilder en poster designer Leonetto Cappiello (1875-1942), die leefde en werkte in Parijs, om de eerste advertentie te maken.
En het was in 1907 dat de Union Champenoise, onder leiding van Fernand Mérand, het Maison de Castellane verwierf en het integreerde in de imposante gebouwen aan de Rue du Verdon in de buurt van de beroemde “Avenue de Champagne”. Het merk wordt in stand gehouden dankzij zijn bekendheid en prestige. De Union Champenoise wordt het Maison de Castellane.  
In 1936 kocht Alexandre Mérand (1886-1970), zoon van Fernand, die in 1927 zijn eigen huis had opgericht en datzelfde jaar het merk De Castellane had overgenomen, het Maison de Castellane. Daarna liet hij de naam Union Champenoise vallen en veranderde de naam in “Champagne de Castellane”. Vervolgens begon hij zijn wijnen over de hele wereld te exporteren: Londen, Brussel, Berlijn, Stockholm, New York en andere. 
De vroegtijdige dood van Alexandre Mérand dwong zijn familie om in 1970 de leiding over te nemen. Dit gebeurde via zijn dochter Claude Mérand, de echtgenote van Bernard de Nonancourt (1920-2010), eigenaar en directeur van Maison Laurent-Perrier, die in 1999 terugkeerde in de familie. Het aan de familie Mérand overgedragen bedrijf bleef de prestigieuze naam van De Castellane gebruiken. 
In 1983 verwierf de groep Laurent-Perrier een belang van 34% in het kapitaal van De Castellane. In 1996 was dit gestegen tot 78% en in 1999 tot 100%.
In april 2000 volgde Olivier Saint Georges Chaumet Hervé Augustin op aan het hoofd van het huis.

## Situering

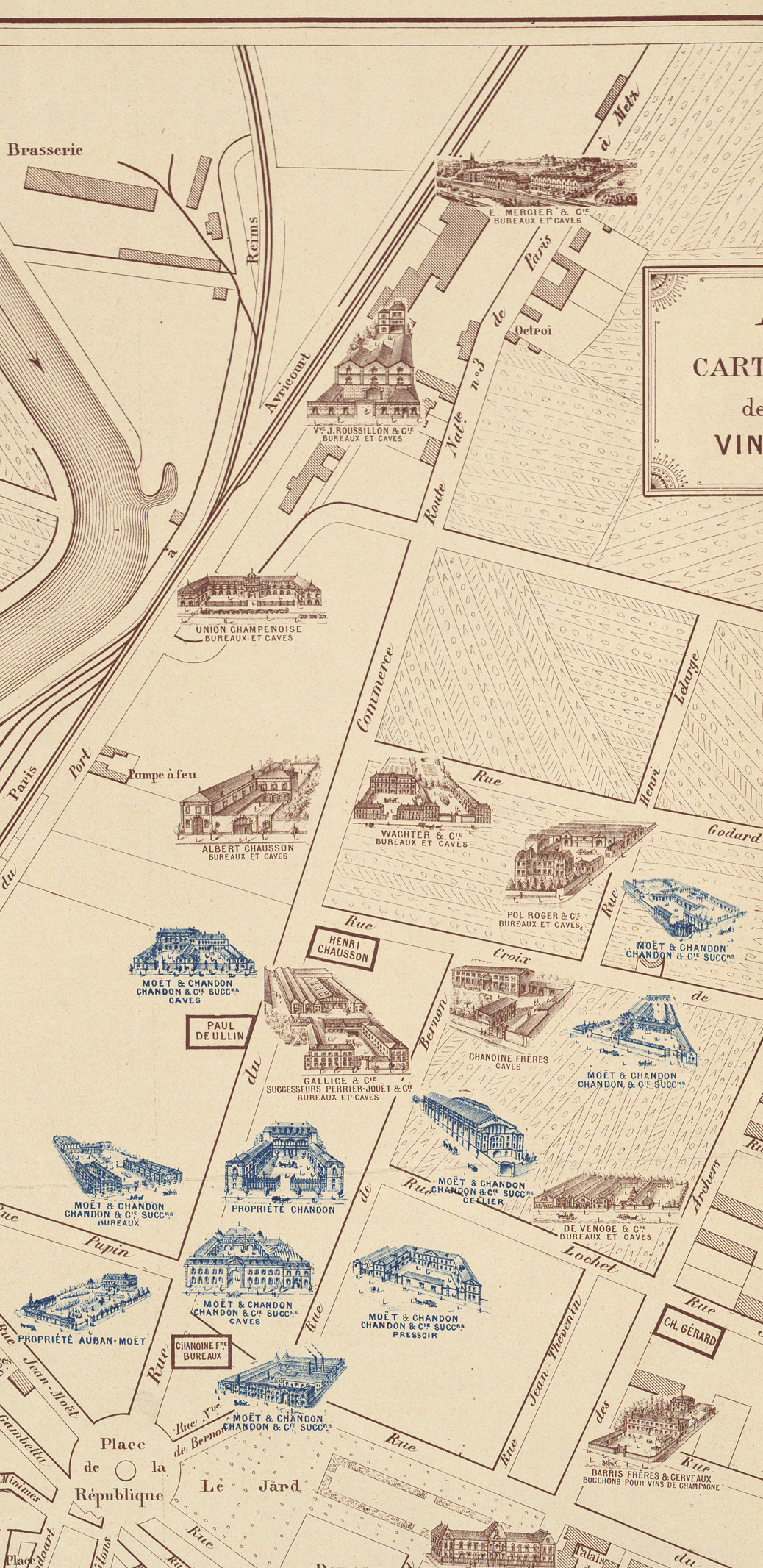
Union Champenoise tussen de spoorweg en de Rue du Commerce, de huidige Avenue de Champagne

De gebouwen van de Castellane getuigen met zijn ligging en een oppervlakte van 43.500 m² van de strategie van champagnehuizen om zich te vestigen in de buurt van verbindingswegen (met name spoorlijnen) om zo de handel en reclame te vergemakkelijken.
Het gebouw ligt aan de Rue de Verdun, tussen de spoorlijn Parijs-Épernay die op 2 september 1849 werd geopend en daardoor nieuwe ontwikkelingsmogelijkheden voor de champagnehandel bood, en de huidige Avenue de Champagne (vroeger Rue du Commerce).

## Architectuur
De firma houdt kantoor in opvallende art-nouveaugebouwen waarvan de 66 meter hoge toren, gebouwd tussen 1903 en 1905, een prachtig panorama biedt dat in één oogopslag de spoorlijn en de omliggende wijngaarden van de Marnevallei omvat: Hautvillers, Champillon, Dizy, Aÿ-Champagne en de stad Épernay. 
De gebouwen zijn ontworpen door de gerenommeerde architect Marius Toudoire (1852-1922). De gebouwen zijn gebouwd met rode bakstenen, natuurstenen balustrades, sculpturen en geëmailleerde decoraties, wat typerend is voor de architectuur van die periode. De gevels zijn versierd met de namen van wereldsteden zoals Brussel, Londen, Parijs, New York, en vele andere, wat de internationale uitstraling van het huis benadrukt.
De eretrap bevindt zich in het centrale paviljoen, met het jaartal 1890, en is van bescheiden architectuur. In dit gedeelte zijn de kantoren gevestigd en de eretrap leidt naar de etikettenkamer.
Hoewel vaak toegeschreven aan Marius Toudoire, werd de toren daadwerkelijk ontworpen door architect Édouard Fournier (1857-1917), met François Hennebique (1842-1921) als constructeur, een pionier in gewapend beton tijdens de Belle Époque. De toren, die oorspronkelijk als watertoren diende, is nu een herkenningspunt van Épernay en biedt een panoramisch uitzicht over de stad en de omliggende wijngaarden. De toren kan via een centrale wenteltrap beklommen worden. Hij heeft 9 verdiepingen en 237 treden.

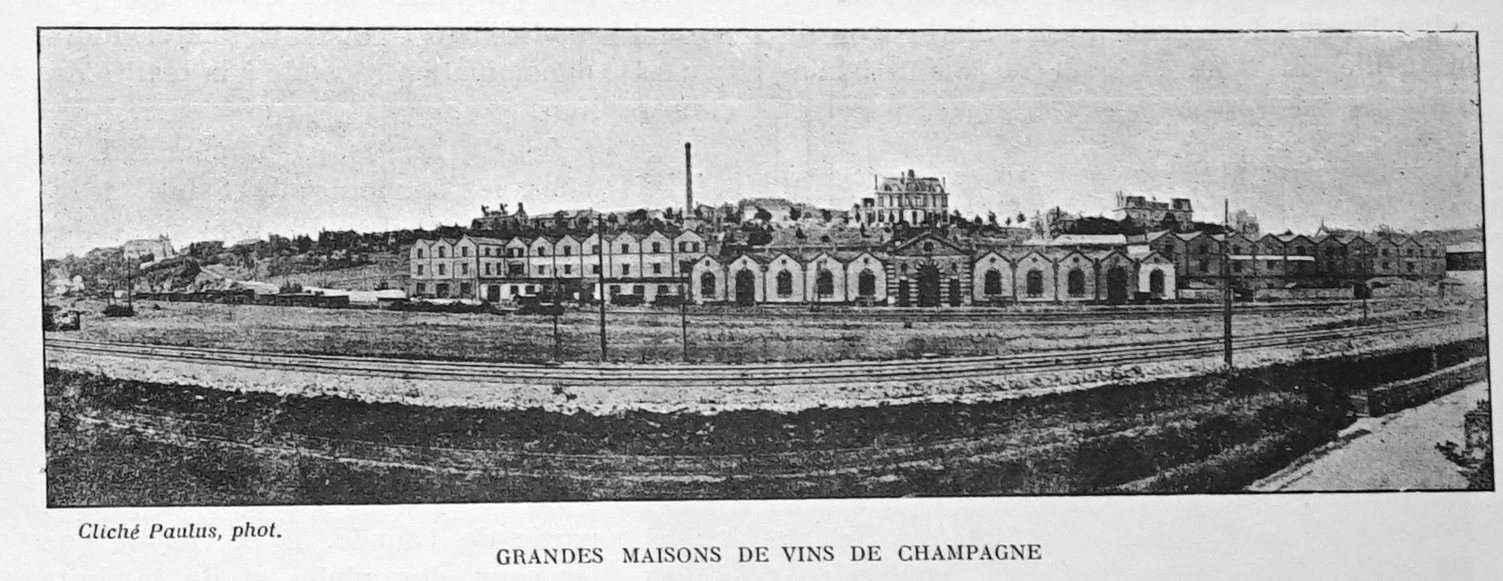
Zicht op de gebouwen vanaf de spoorlijn in 1900
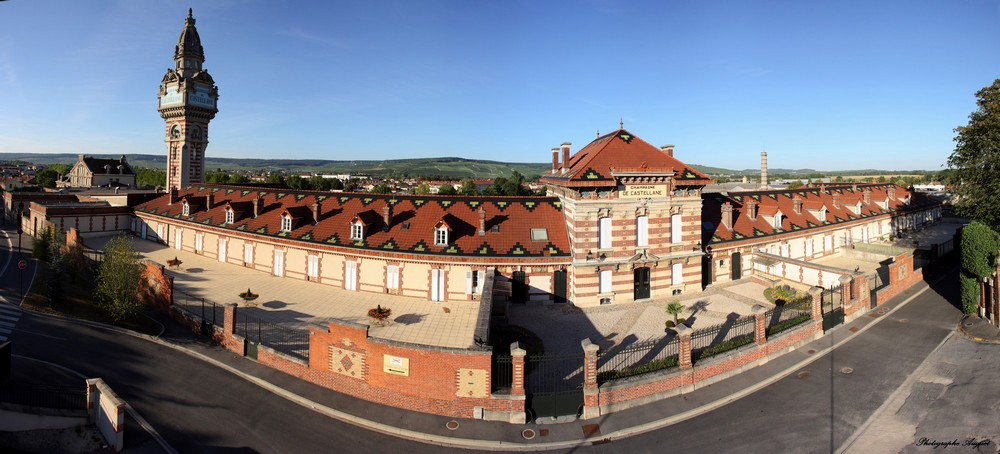
Overzichtsfoto De Castellane
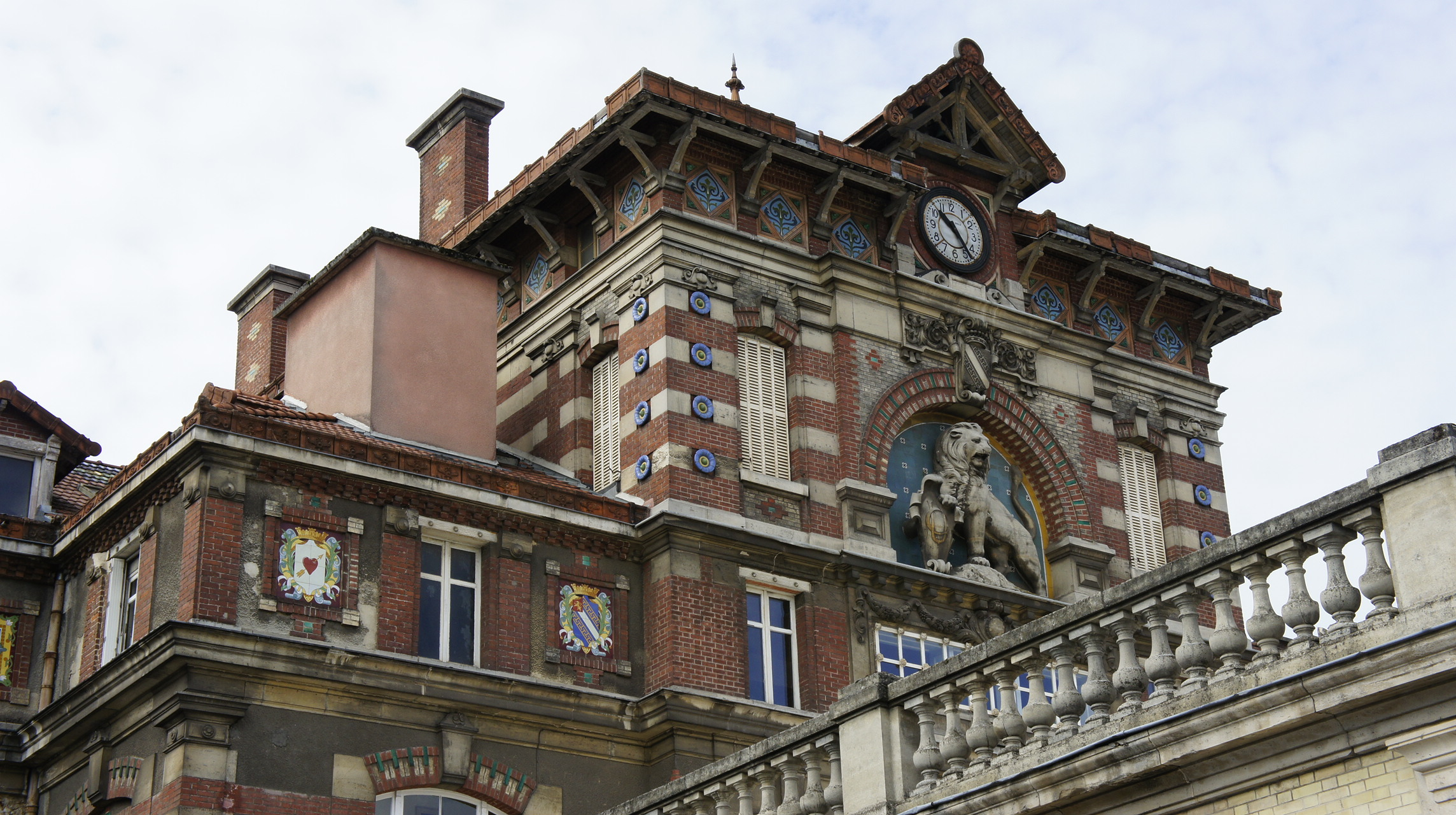
Leeuw in de voorgevel
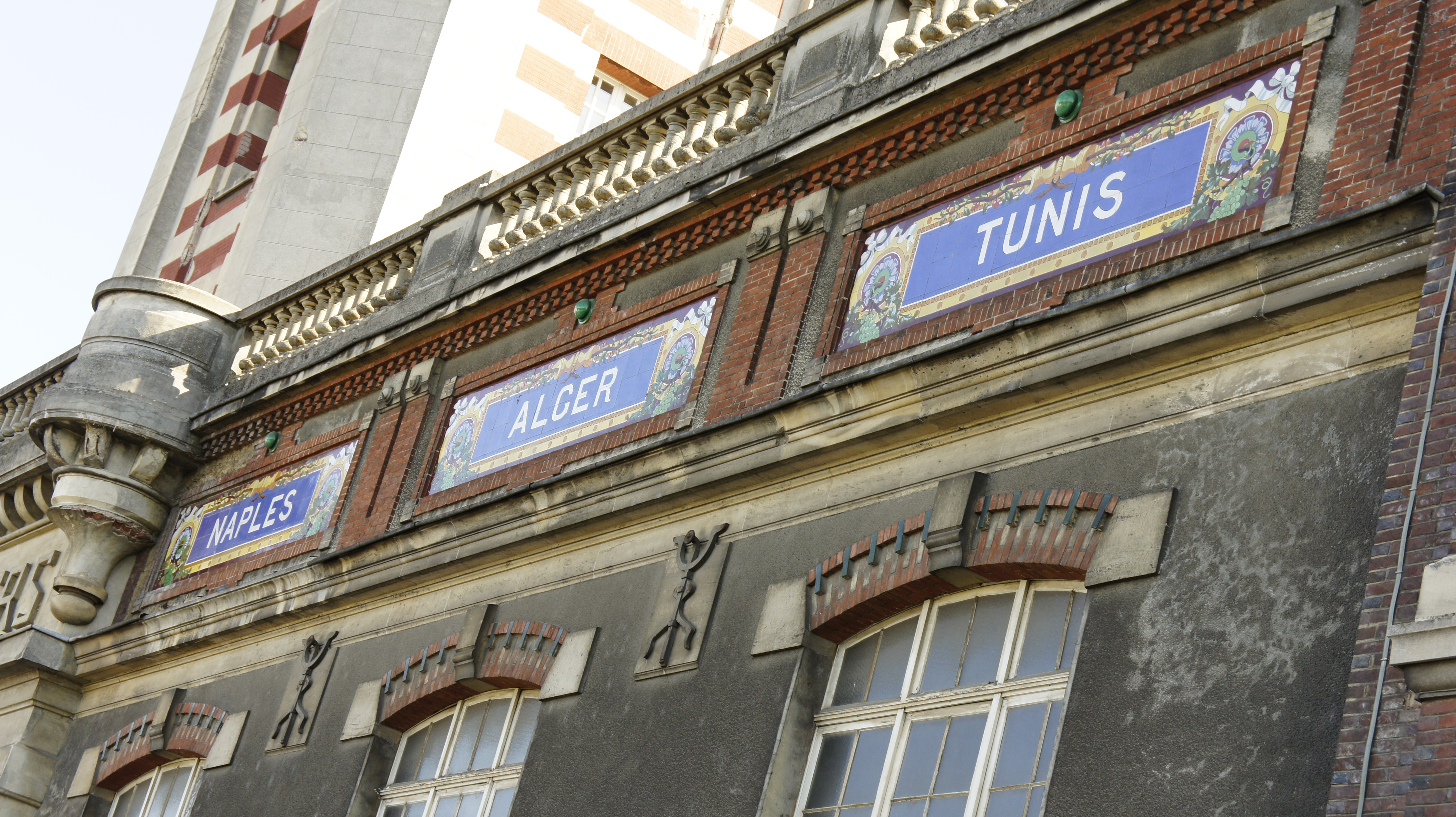
Verschillend steden verwerkt in de gevels
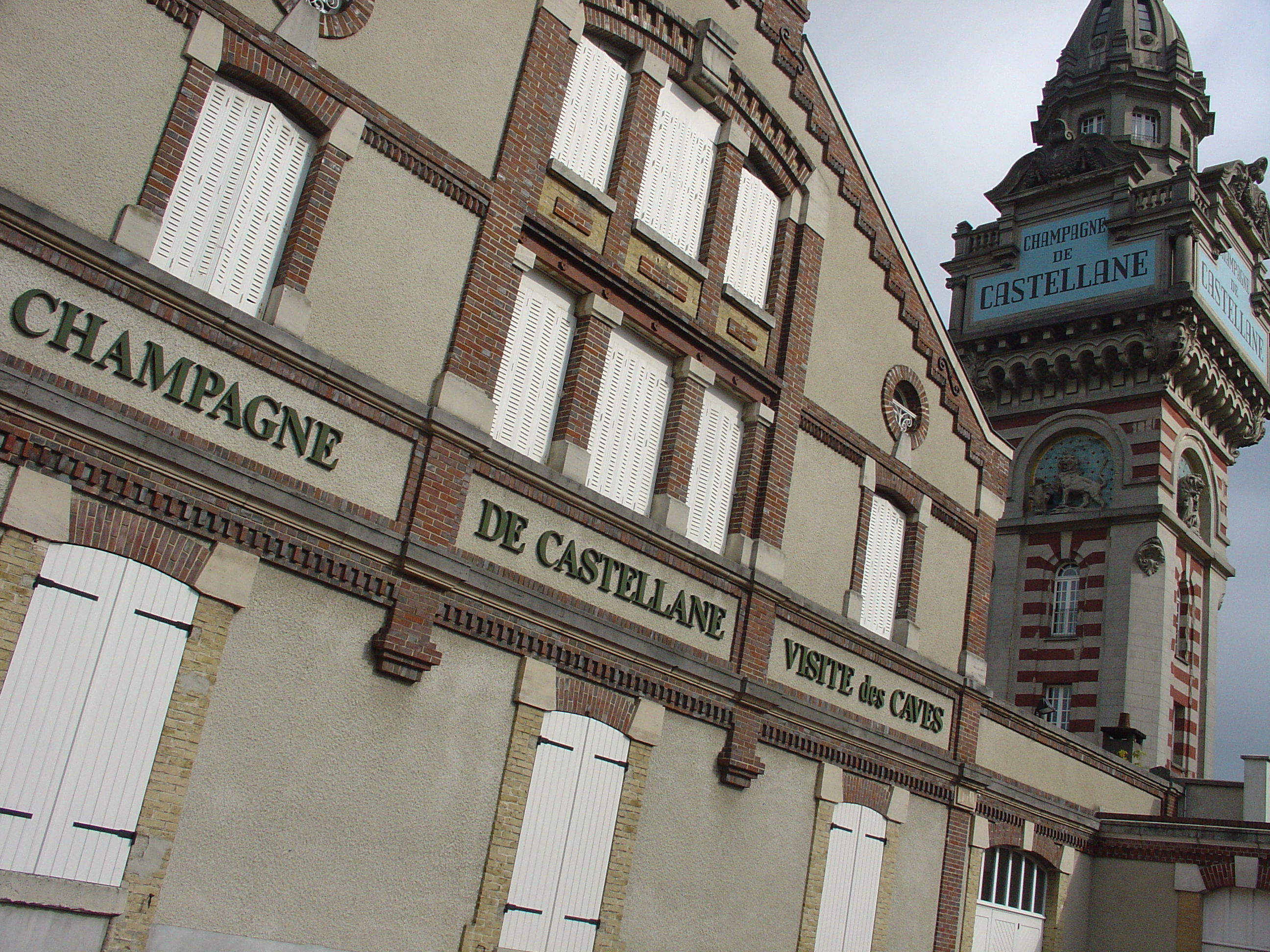
Zijgevel

## Bezienswaardigheden
In het complex zijn er verschillende bezienswaardigheden aanwezig, naast de eretrap, het “Salons des étiquettes” (Nederlands: Zaal van de etiketten) zijn er twee musea gevestigd. Verder zijn er ook de kelders. 

### Twee musea
Het museum van Champagne de Castellane, ontstond op initiatief van Hervé Augustin in de periode 1984-1990, biedt een uitgebreide blik op de tradities van de champagnewijnproductie. Bezoekers kunnen de geschiedenis van het wijnmaken ontdekken, van de productie van vaten en kurken tot het bottelen en etiketteren van champagne. 
Op 27 juni 1990 vond de opening plaats van het Musée de l’Imprimerie (Nederlands: Museum van de Drukkunst) opgericht op initiatief van Hervé Augustin, algemeen directeur, en Fernand Lamotte en Claude Barbier, eremeester-drukkers, waarin de geschiedenis van de hedendaagse drukkunst en de grafische keten vanaf het einde van de 19e eeuw wordt geschetst: de uitvinding van de compositie, de traditionele typografische procedés met hout en lood, de evolutie van de drukmethode, enz.

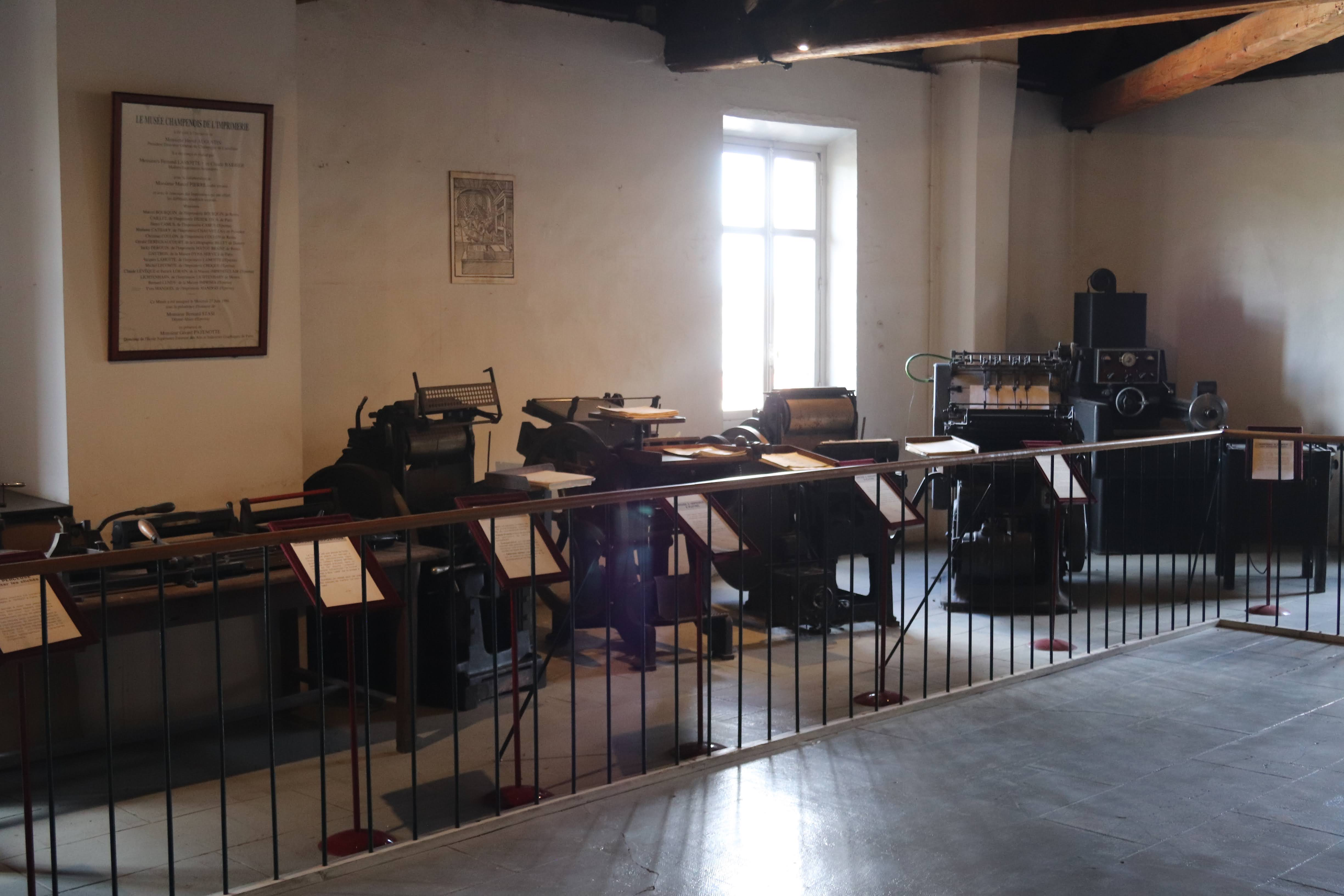
Musée de l’Imprimerie
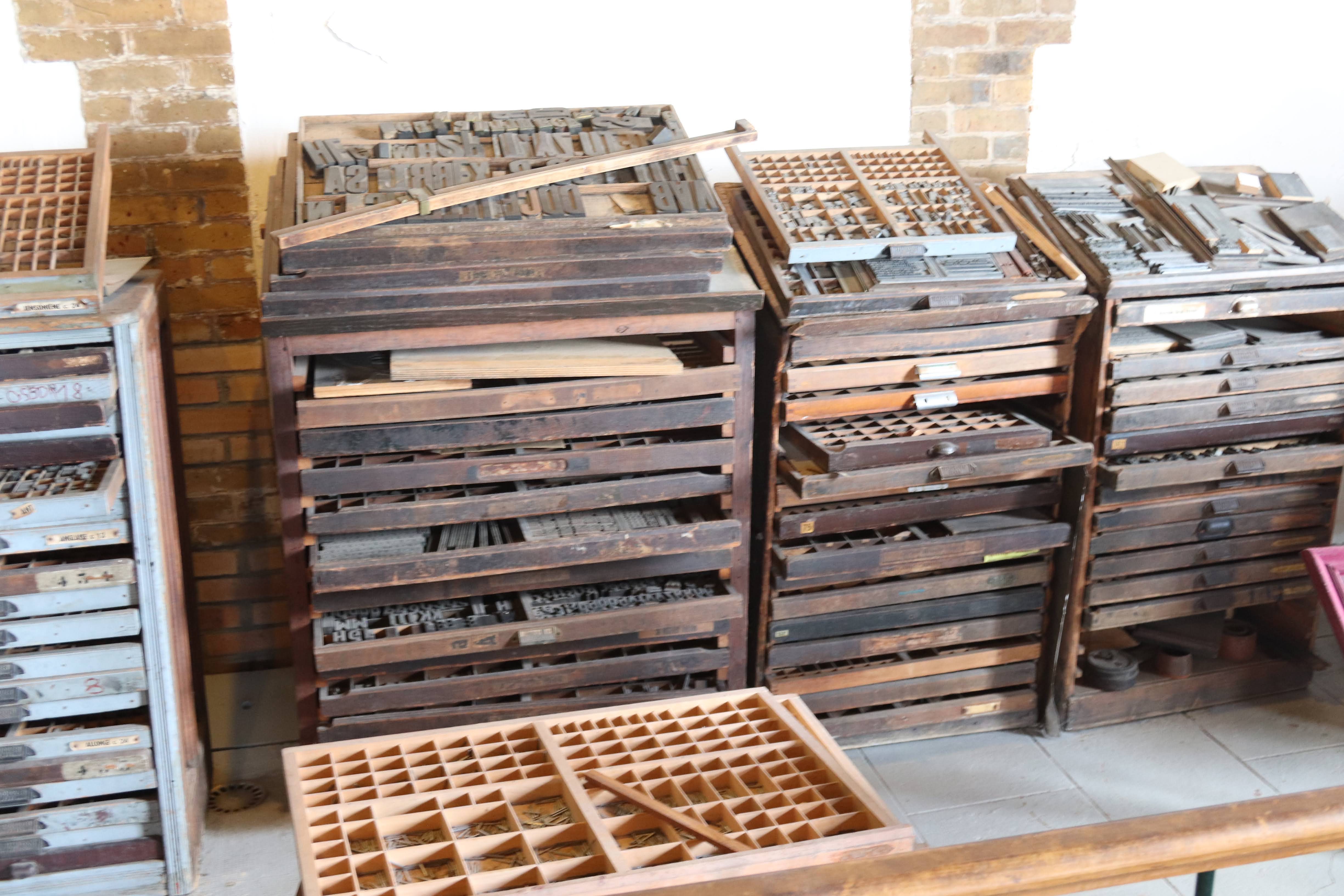
Musée de l’Imprimerie
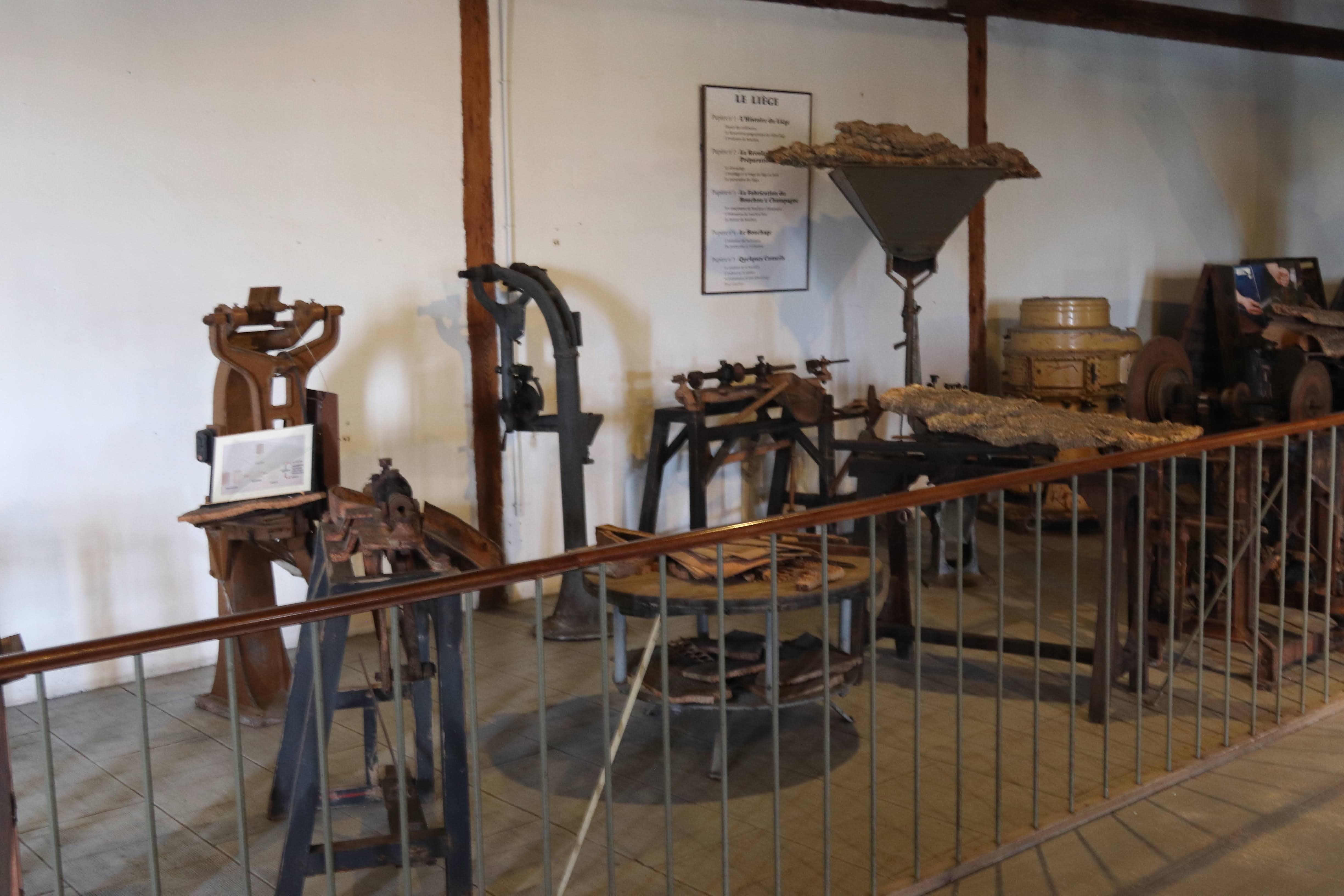
Musée de la vie champignoise
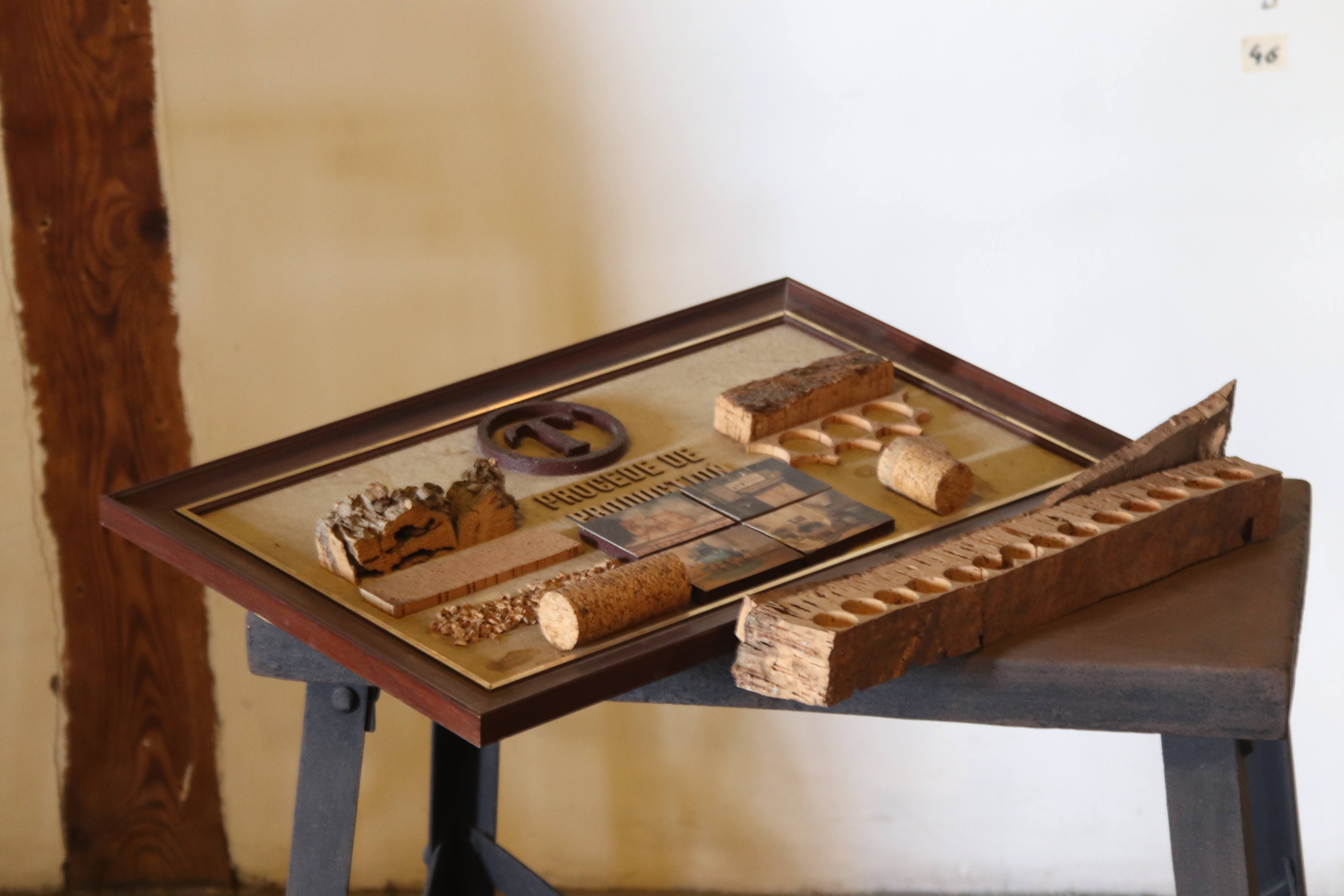
Musée de la vie champignoise

### De "Escalier d’honneur" (eretrap)
De trap dateert uit de tijd rond de bouw van de fabriek en het hoofdgebouw in 1895, een periode die de overgang markeert van neorenaissance en eclectisme naar Art nouveau. Hoewel het gebouw als geheel hoofdzakelijk een industriële structuur heeft, toont de trap in het hoofdgebouw een uitgesproken decoratief karakter dat zich laat situeren tussen het laat-eclecticisme en de vroege Art nouveau.
De belangrijkste stijlkenmerken zijn de gesmede ijzeren balustrades met krulmotieven. Deze balustrades zijn typisch voor de Art nouveau, met hun organische vormen en asymmetrische krulpatronen. Ze verwijzen naar de natuurlijke wereld, wat kenmerkend is voor deze stijl. Ook de decoraties op de muren en het plafond bevatten geometrische en florale patronen in warme kleuren (oker, bordeaux, rozerood), met bladmotieven en rozetten. Deze ornamenten zijn deels geschilderd, deels stucwerk, wat wijst op vakmanschap uit de Belle Époque. Het familiewapen op het plafond is gevat in een geschilderd cassettenveld, een typisch element van neorenaissance-invloed, maar de vloeiende lijnvoering en bloemrijke omlijsting neigen naar Art nouveau.
Het vloermozaïek aan de voet van de trap bestaat uit een patroon van kleine steentjes (keramiek of marmer) in geometrisch raster – typisch voor eind 19e-eeuwse representatieve entrees, beïnvloed door klassieke mozaïekenen Italiaanse renaissancetechnieken. Een schildering van een cherubijn (putto) op de muur aan de rechterzijde is een engelfiguur in zachte pasteltinten en theaterachtige pose en is emblematisch voor de rococo-revival en het Franse decoratief eclecticisme aan het eind van de 19e eeuw.

### De "Salle des Étiquettes" (etikettenzaal) met de gepersonaliseerde etikettencollectie

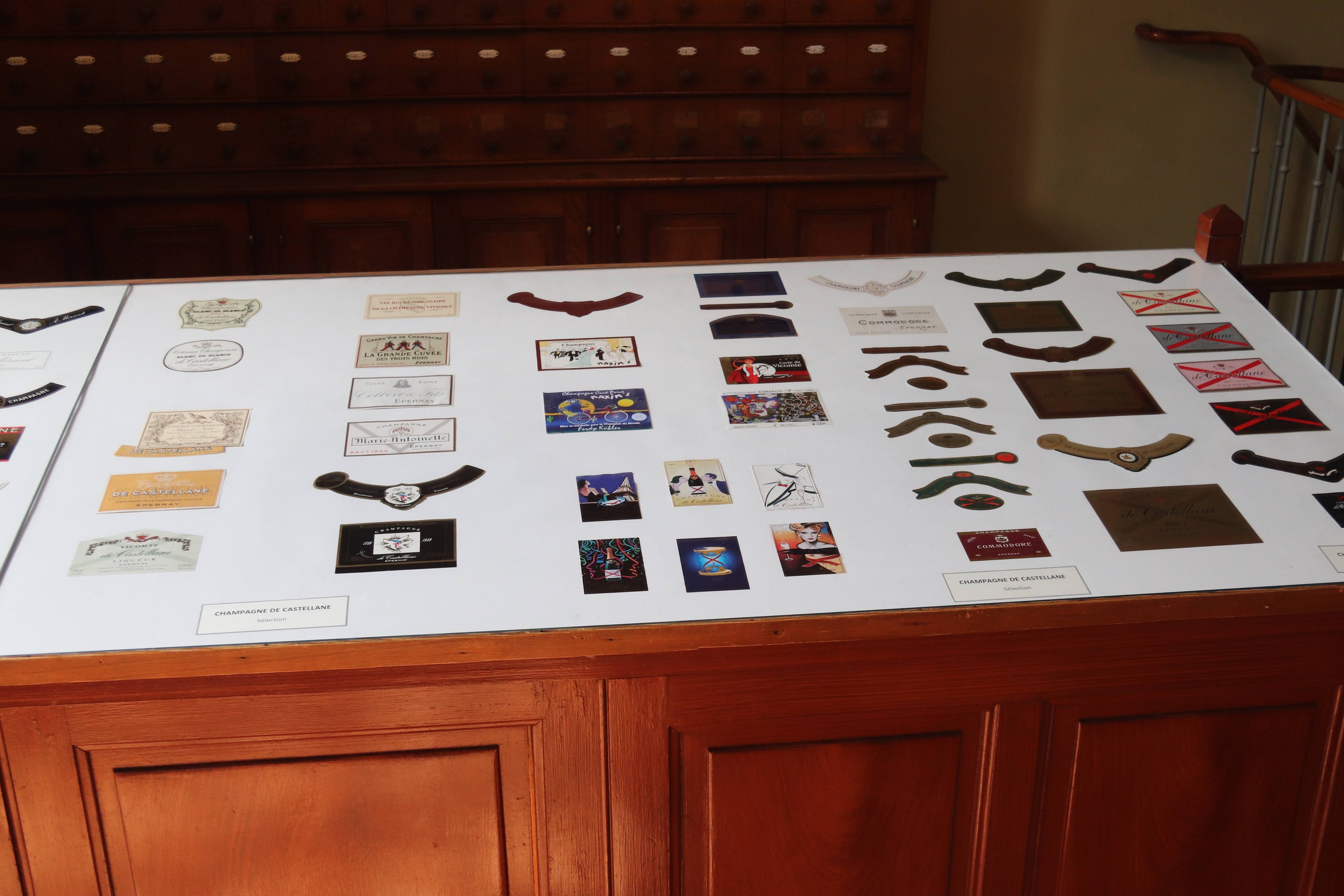
Oude gepersonaliseerde etiketten

In de eerste helft van de 20e eeuw, en met name in de jaren 1930, verwierf de Castellane grote faam bij het mondaine publiek van Parijs (het zogenaamde "Tout-Paris") door een innovatieve vorm van klantgerichtheid: het aanbieden van gepersonaliseerde etiketten. Klanten konden hun naam, wapenschild of zelfs handelsmerk op de fles laten drukken. Dit aanbod werd benut door négociants, restauranthouders, gegoede families én particulieren, waardoor de champagnefles tegelijk als luxeproduct en als statussymbool fungeerde. In sommige gevallen werd de naam "de Castellane" zelfs weggelaten, waardoor de illusie ontstond dat de fles volledig van de klant zelf was — een subtiele vorm van sociale eigendomsrepresentatie.
Deze praktijk bereikte een hoogtepunt in de jaren 1930, toen De Castellane meer dan 1,5 miljoen flessen per jaarverkocht met gepersonaliseerde etiketten. Deze flessen werden geproduceerd in grote oplages voor bedrijven of in kleine reeksen voor privé-evenementen zoals huwelijken, jubilea of doopfeesten.
De personalisatiepraktijk werd in de jaren 1990 stopgezet, voornamelijk om redenen van merkidentiteit en communicatieconsistentie. Desondanks blijft de verzameling een uitzonderlijk erfgoedobject dat inzicht biedt in de relatie tussen luxe, identiteit en grafisch ontwerp in de champagnewereld.

#### De collectie en haar conservering
Van elk etiket werd een exemplaar bewaard in de gebouwen van het huis. Dit leidde tot de oprichting van een unieke erfgoedruimte: La Salle des Étiquettes, een grafisch archief bestaande uit 7.000 laden, verspreid over wandkasten en centrale meubelstukken. De verzameling bevat meer dan 10.000 etiketten, met variaties in ontwerp, formaat, typografie, taal (waaronder veel Engels voor de export), en druktechnieken. Etiketten zoals “Jeanne Lorraine”, met een afbeelding van Jeanne d’Arc en alleen de vermelding “Champagne – Épernay”, illustreren het brede spectrum aan creativiteit en contextuele toepassingen — van commerciële unies tot nationale symboliek.
De etiketten zijn meer dan louter versieringen; ze vormen een materiële getuigenis van consumententrends, grafische ontwikkelingen en marktdynamiek doorheen de decennia. De etiketten tonen onder meer termen als “goût américain”, een aanduiding voor een zoetere stijl champagne gericht op de Amerikaanse markt. De etiketten werden handmatig op flessen geplakt, wat leidde tot overschotten om beschadiging tijdens het plakken op te vangen — een praktijk die onbedoeld heeft bijgedragen aan het behoud van deze erfgoedstukken.

#### De rol van Monica Dumas
In januari 2019 werd Monica Dumas, erfgoeddocumentaliste met ervaring in onder meer het Louvre, aangesteld om deze unieke collectie te ordenen, klasseren en digitaliseren. Haar expertise in grafisch erfgoed en drukwerk geeft een extra dimensie aan de collectie. Volgens Dumas fungeert de verzameling als een "machine à remonter le temps", een tijdmachine die niet alleen de geschiedenis van het champagnehuis weerspiegelt, maar ook de ontwikkeling van druktechnieken als lithografie, gravure, vernisdruk, vergulding met goud- of bronspoeder en serigrafie. Haar werk maakt het mogelijk om diepgaande analyses te maken over zowel de esthetiek als de sociale betekenis van deze etiketten.

### Kelders
Het huis beschikt over een indrukwekkend netwerk van meer dan zes kilometer aan kelders, uitgehouwen in de krijtrotsen onder Épernay. Sommige gangen zijn tot 700 meter lang en vernoemd naar belangrijke medewerkers van het huis, wat de kelders een gevoel van een ondergrondse stad geeft.
Deze kelders bieden een constante temperatuur van ongeveer 11–12°C en een hoge luchtvochtigheid, ideaal voor de rijping van champagne. De flessen rijpen tussen de 2 en 5 jaar in deze kelders, afhankelijk van de gewenste stijl en cuvée. 
In de kelders liggen doorgaans miljoenen flessen champagne te rijpen. De flessen worden zorgvuldig gestapeld en opgeslagen.
Het bedrijf beschikt over honderd roestvrijstalen tanks, waarvan sommigen 240.000 liter druivensap bevatten.

### Habits de Lumière
De “Habits de Lumière” werden in 1999 gecreëerd, geïnspireerd door het Lichtfestival in Lyon. De “Habits de Lumière”, die elk jaar op het tweede weekend van december worden georganiseerd in samenwerking met het Comité van de Avenue de Champagne, bieden verlichting, videomapping, straatshows, champagnebars en vuurwerk op de Avenue de Champagne op vrijdag- en zaterdagavond.
Het huis de Castellane neemt deel aan dit jaarlijks evenement.

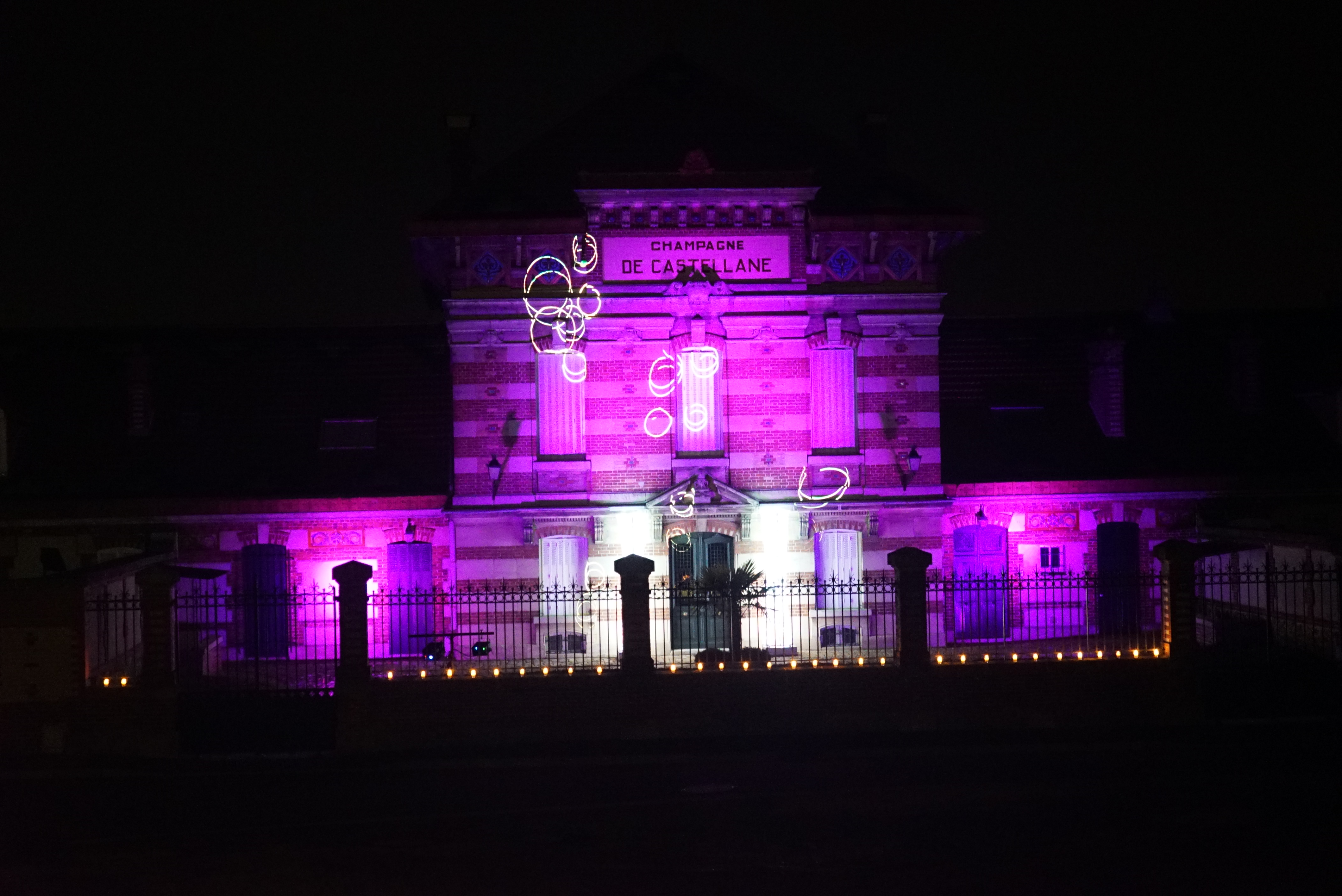
Habits de lumière in 2016
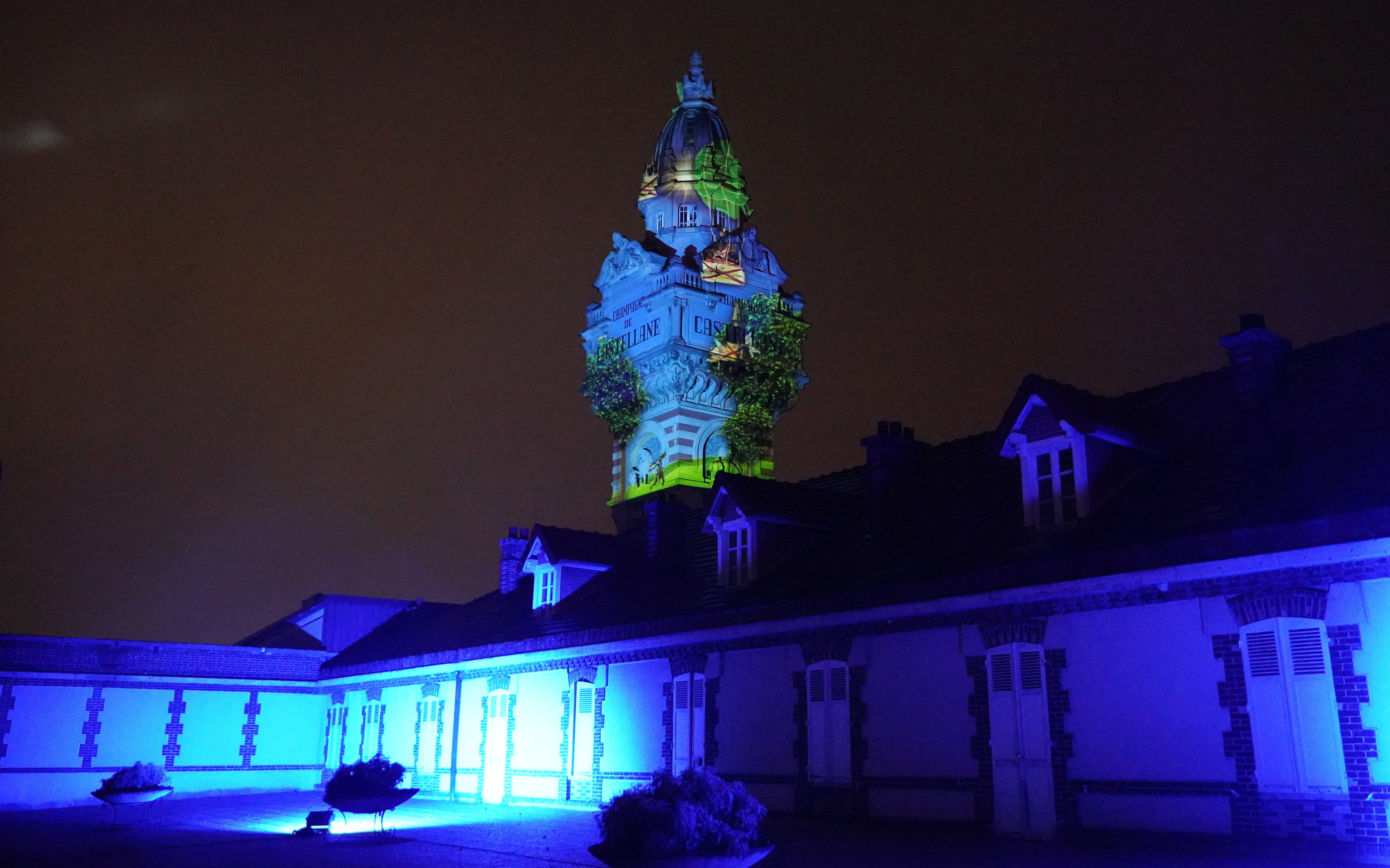
Castellane in 2024
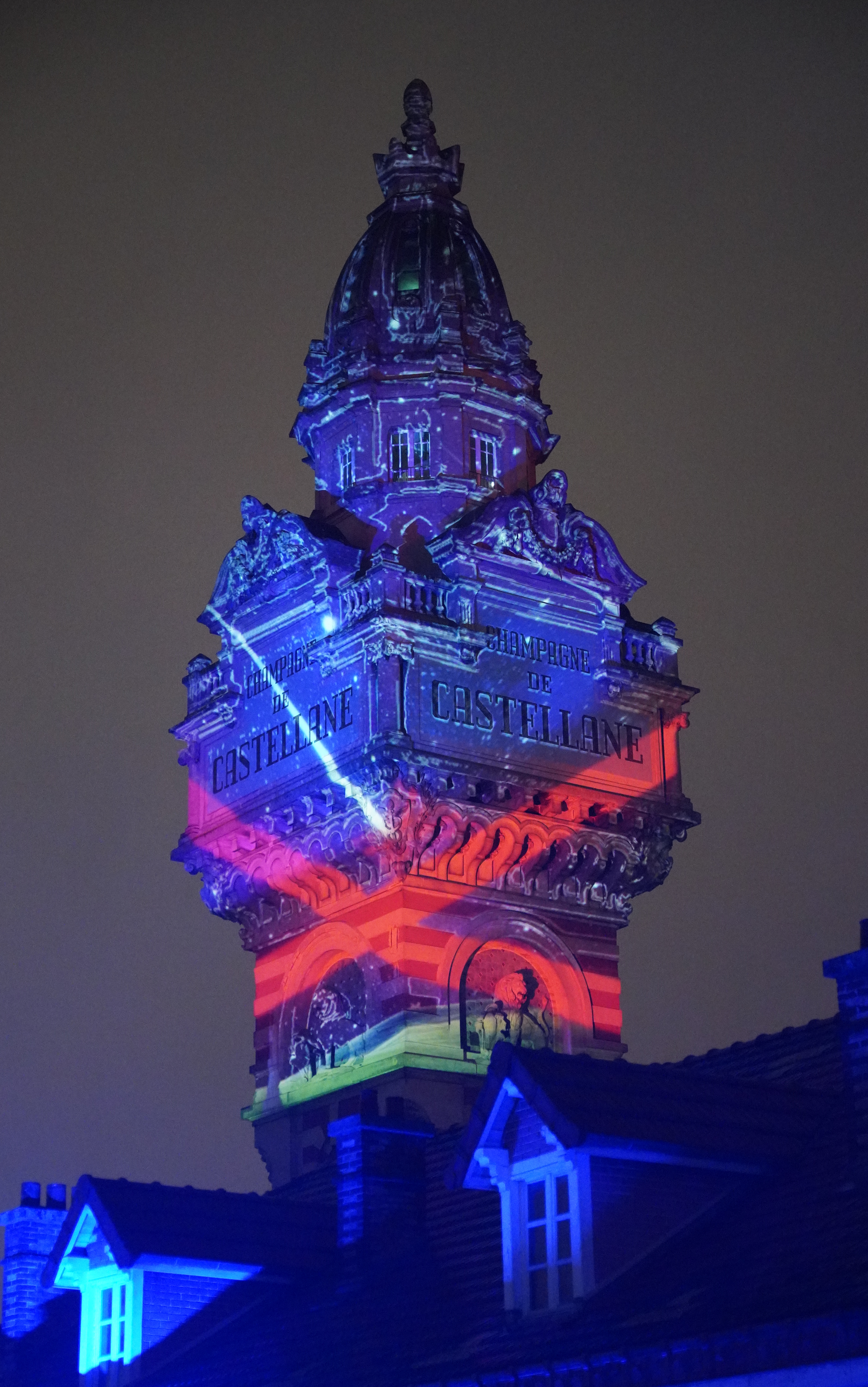
De toren met logo

## Champagnes
- De Brut Champagne is een droge Brut Sans Année en is het visitekaartje en de meest verkochte champagne van het huis. De wijn bestaat uit 40% chardonnay, 30% pinot noir en 30% pinot meunier. De constante kwaliteit wordt gewaarborgd door het bijmengen van ongeveer 15% oudere jaargangen uit de reserves. De flessen worden twee jaar lang in de kelder bewaard om te rijpen. Als dosage wordt aan de liqueur d'expédition 9 of 10 gram suiker per liter toegevoegd. Daarna mag de fles nog minimaal drie maanden in de kelder rusten.
- De Brut Rosé, een roséchampagne, is een assemblage van verschillende terroirs en druivenrassen. Men koos 40% pinot noir, 30% pinot meunier en 30% chardonnay. De roze kleur dankt deze roséchampagne aan het bijmengen van 15 tot 17% rode wijn uit Champagne. De hoeveelheid is afhankelijk van het jaar. De jonge wijn wordt vijf maanden in eiken kuipen bewaard en na het bottelen 24 tot 30 maanden in de kelder gelegd. Na de dégorgement mag de wijn nog eens drie maanden rusten.
- De Brut Millésime is een champagne uit druiven van één enkel wijnjaar. Zo'n millésime wordt alleen in uitstekende wijnjaren zoals 2004 gemaakt. Castellane gebruikte 45% pinot noir uit Hautvillers, Ay, Bouzy en Mareuil-sur-Ay en 55% chardonnay uit Cramant, Avize, Le Mesnil-sur-Oger en Cuis. De wijn werd vier jaar in de kelders bewaard om te rijpen. De liqueur d'expédition die na de dégorgement aan deze flessen werd toegevoegd, was niet gezoet.
- De Démi Sec is een zoete champagne. Deze assemblage van 40% pinot noir, 30% pinot meunier en 30% chardonnay wordt met 38 gram suiker per liter gezoet. De jonge wijn ligt vijf maanden lang in vaten, wordt vervolgens gebotteld en ten minste twee jaar op gist gelagerd in de kelder bij een temperatuur van 10 °Celsius. Na het aanbrengen van de definitieve kurk rust de wijn nog minimaal drie maanden in de kelder.
- De Commodore Brut is een assemblage van 45% Chardonnay, 30% Pinot Noir en 25% Pinot Meunier. De dosage bedraagt tussen de 8 en 9 gram per liter. De druiven zijn afkomstig van zeer oude wijnstokken, wat bijdraagt aan de concentratie en diepgang van de wijn.